# Аутомобил за инвалиде
Аутомобил за инвалиде је прилагођено моторно возило за лаку употребу од стране особа са инвалидитетом. Одржавање независног и активног начина живота ван куће може бити тешко за особе са инвалидитетом када стандардна возила нису дизајнирана са потпуном доступношћу. Прилагођена возила  било да су аутомобили, комби или такси возила, могу се технички прилагодити особама са инвалидитетом и тиме понудити одлично решење за возаче и путнике са инвалидитетом, омогућавајући приступ особама са различитим облицима физичког инвалидитета.

## Прилагођена возила за инвалиде
Прилагођена возила су посебно дизајнирана превозма средства са наменом да задовоље широк спектар потреба и захтева за појединце са сметњама у кретању.  Улога прилагођених аутомобила је кључна како би се омогућио приступ особама у инвалидским колицима и особама са физичким инвалидитетом да путују аутомобилом. Ово је посебно евидентно јер је према подацима из 2022. 33% одраслих особа са инвалидитетом живело у домаћинствима без поседовања аутомобилу, у поређењу са 13% одраслих особа без инвалидитета. Ова очигледна  статистика додатно наглашава колико је кључно повећати свест о прилагођеним решењима за возила.
Прилагођени системи за вожњу који су намењени намењени за возаче са инвалидитетом  дизајнирани су тако да се могу уградити у возило како би вожња била доступна ширем кругу појединаца. Посебно су корисни за особе са смањеном покретљивошћу, ограниченом спретношћу, физичким инвалидитетом или ампутацијама удова који не могу да користе стандардне функције возила.
Системи за вожњу као што су ручне команде, продужеци педала, папучица гаса за леву ногу, помагала за управљање и уређаји за даљинско управљање могу се уградити у широк спектар аутомобила укључујући хечбек, караван, транспортере и СУВ-ове. 
За много сложеније потребе, постоји електронски систем вожње са џојстиком за неколико одабраних возила приступачних за инвалидска колица. Овај систем који користи модерну технологију доступан је у више различитих облика како би задовољио различите потребе и у суштини омогућава инвалидима да управљају убрзањем, кочењем и воланом са једног уређаја.
| Адаптација                      | Намена |
| ------------------------------- | --- |
| Ручне контроле                  | Регулишу убрзање и рад кочнице са ножних педала помоћу руку. |
| Електронски акцелератори        | Премештају функцију убрзања са ноге на руку са смањеним потребним напором.                                                                                                   |
| Папучица за урзање за леву ногу | Која је постављена лево од педале кочнице како би се омогућило руковање левом ногом.                                                                                         |
| Модификације педала             | Могу бити у складу са индивидуалним потребама појединца са низом инвалидитета који утичу на њихову способност да користе конвенционалне педале.                              |
| Помагала за управљање           | Омогућавају управљање управљачем возила једном руком; ове једноставне адаптације се често користе у комбинацији са ручним контролама.                                        |
| Уређаји за даљинско управљање   | Омогућавају возачима са ограниченом покретљивошћу да управљају аутомобилом и низом секундарних функција, као што су индикатори, сирене, фарови и брисачи, уз помоћ џојстика. |

## Приступ и манипулација инвалидским колицима
Стандардна возила нису опремљена за приступ инвалидским колицима или покретним уређајима, остављајући корисницима уређаја за кретање да сами изаберу начин да пређу са свог уређаја за мобилност или да купе возило прилагођено за приступ покретним уређајима путем лифта или рампе, за приступ инвалидским колицима.
Низ возила се може прилагодити тако да имају лифт или рампу, заједно са одговарајућим држачима за осигурање уређаја за кретање, ако је потребно. 
Неки корисници уређаја за кретање ће или прећи директно са свог уређаја за кретање у возило, уз коришћење лифта или ће можда моћи да уђу у возило из стојећег положаја. 
Неки ће можда моћи да пређу растојање између пртљажника возила и врата возила. 
Неки могу возити возило из својих инвалидских колица. Док други морају њихов покретни уређај да унесу и поставе у или на возило. 
Док неки корисници могу ручно да подигну свој уређај за кретање у возило, стављајући га у пртљажник, на седиште сувозача или иза предњих седишта, другима ће можда бити потребна помоћ дизалице да би инвалидака колица подигли у возило, на кров или на приколицу иза возила.